# Осиола (Арканзас)
Осиола (енгл. Osceola) град је у америчкој савезној држави Арканзас.

## Демографија
По попису из 2010. године број становника је 7.757, што је 1.118 (-12,6%) становника мање него 2000. године.
| Група             | 2000.         | 2010.         |
| Белци             | 4.168 (47,0%) | 3.253 (41,9%) |
| Афроамериканци    | 4.529 (51,0%) | 4.184 (53,9%) |
| Азијати           | 22 (0,2%)     | 18 (0,2%)     |
| Хиспаноамериканци | 119 (1,3%)    | 191 (2,5%)    |
| Укупно            | 8.875         | 7.757         |